# Timiansgade
Timiansgade er en gade i Indre By i København, der ligger i forlængelse af Haregade mellem Kronprinsessegade og Rigensgade. Gaden er opkaldt efter krydderplanten timian.
Gaden fik navn omkring 1650 og blev bebygget som en del af kvarteret Nyboder, hvor den hørte til de ti gader mellem Adelgade og Rigensgade, der fik blomsternavne. Flere af de andre gader skiftede navn i 1860'erne og 1870'erne, men Timiansgade beholdt sit. Bebyggelsen blev afløst af beskedne rækkehuse opført af Harald Kayser. De blev saneret et århundrede senere, og i stedet opførte Ib og Jørgen Rasmussen plejehjemmet Nybodergården og boligbebyggelsen Kaysergården for Københavns Socialfilantropiske Boligselskab. I begge tilfælde er der tale om gule dobbeltlænger, der er tydeligt inspireret af Nyboder. Kaysergården ligger mellem Timiansgade og Gernersgade i hele Timiansgades længde. Nybodergården mellem Timiansgade og Suensonsgade når derimod ikke helt ned til Rigensgade. Ud mod den ligger Enkedronning Caroline Amalies Asyl, der blev taget i brug i 1866.